# Дімітріос Мугіос
Дімітріос Мугіос (грец. Δημήτρης Μούγιος, 13 жовтня 1981, Марусі, Аттика, Греція) — грецький спортсмен, олімпійський призер з веслувального спорту в академічному веслуванні на літніх Олімпійських іграх 2008 року в Пекіні. Дімітріос Мугіос замагався у парному веслуванні спільно із Василісом Полімеросом.

## Досягнення
| Рік  | Турнір                                           | Місце | Дисципліна, категорія                     |
| ---- | ------------------------------------------------ | ----- | ----------------------------------------- |
| 2009 | Чемпіонат світу з веслувального спорту, Познань  | 2     | одиничне веслування, легка вага           |
| 2009 | Чемпіонат Європи з веслувального спорту, Брест   | 1     | двійки, легка вага                        |
| 2008 | Літні Олімпійські ігри 2008                      | 2     | академічне веслування, двійки, легка вага |
| 2008 | Чемпіонат Європи з веслувального спорту, Марафон | 1     | двійки, легка вага                        |
| 2007 | Чемпіонат світу з веслувального спорту, Мюнхен   | 2     | двійки, легка вага                        |
| 2007 | Чемпіонат Європи з веслувального спорту, Познань | 2     | двійки, легка вага                        |